# Нонио
Нонио (итал. Nonio) је насеље у Италији у округу Вербано-Кузио-Осола, региону Пијемонт.
Према процени из 2011. у насељу је живело 439 становника. Насеље се налази на надморској висини од 468 м.

## Становништво
Према резултатима пописа становништва 2011. у општини је живело 878 становника.
| 1931. | 1936. | 1951. | 1961. | 1971. | 1981. | 1991. | 2001. | 2011. |
| ----- | ----- | ----- | ----- | ----- | ----- | ----- | ----- | ----- |
| 871   | 901   | 932   | 951   | 947   | 841   | 851   | 883   | 878   |